# Eucalyptus cannonii
Eucalyptus cannonii är en myrtenväxtart som beskrevs av Ralph Baker. Eucalyptus cannonii ingår i släktet Eucalyptus och familjen myrtenväxter. Inga underarter finns listade i Catalogue of Life.